# Áldás Utcai Általános Iskola
Az Áldás Utcai Általános Iskola egy 20. század elején létesült budapesti alapfokú oktatási intézmény, amelynek épülete ma már műemléki védelem alatt áll.

## Leírás
A Budapest II. kerületében fekvő, Áldás utca 1. szám alatti rózsadombi telken jegyzett iskola 1911–1912-ben épült Bárczy István budapesti polgármester építő programjának harmadik ciklusában Zrumeczky Dezső és Marschalkó Béla műépítészek tervei szerint népies stílusban. A korabeli építési program nagy hangsúlyt fektetett a megfelelő padok, játszóudvar, lehúzható falitábla, tanítói asztalok, tornaterem kialakítására; de létesült emellett igazgatói és altiszti szolgálati lakás, tantestületi szoba, három termes kisdedóvó, óvodai dajkalakás, orvosi rendelő, és több szertárhelység is. Az iskola építésének költsége 410.000 koronába, míg berendezése 48.000 koronába került. A magastetős, fatornácos bejárattal rendelkező iskola már 1912-ben megnyitotta kapuit a fiatalok előtt.
Az első világháború alatt hadikórházként funkcionált az épület, a második világháborúban pedig komoly sérüléseket szenvedett: a nyugati szárny teljes mértékben tönkrement, ezért az épület fele beázott.
Habár a későbbi évtizedekben jelentős külső és belső átalakítások történtek, az iskolaépület máig megőrizte eredeti jellegét. Korszerűsítésre az 1980-as években került sor (tanulói-, tanári ebédlő, fűtésrendszer, elektromos hálózat felújítása, külső és belső szigetelés), majd 1995-ben egy bővítési program során öt új tanterem, könyvtárhelyiség, kondícionáló terem, fizika-, kémia előadók, laboratórium, és stúdiók lettek kialakítva.

## Galéria

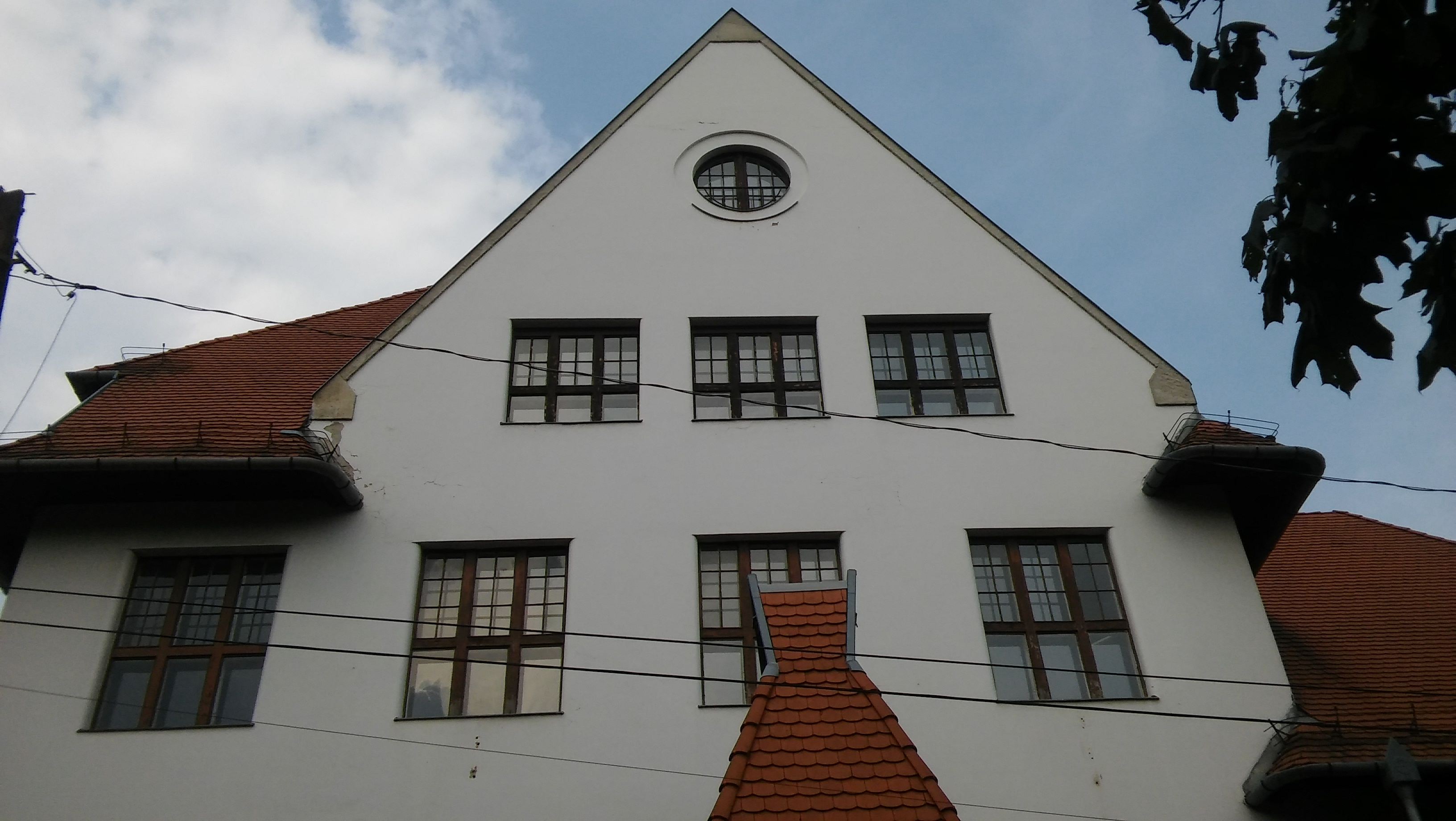
Homlokzatrészlet
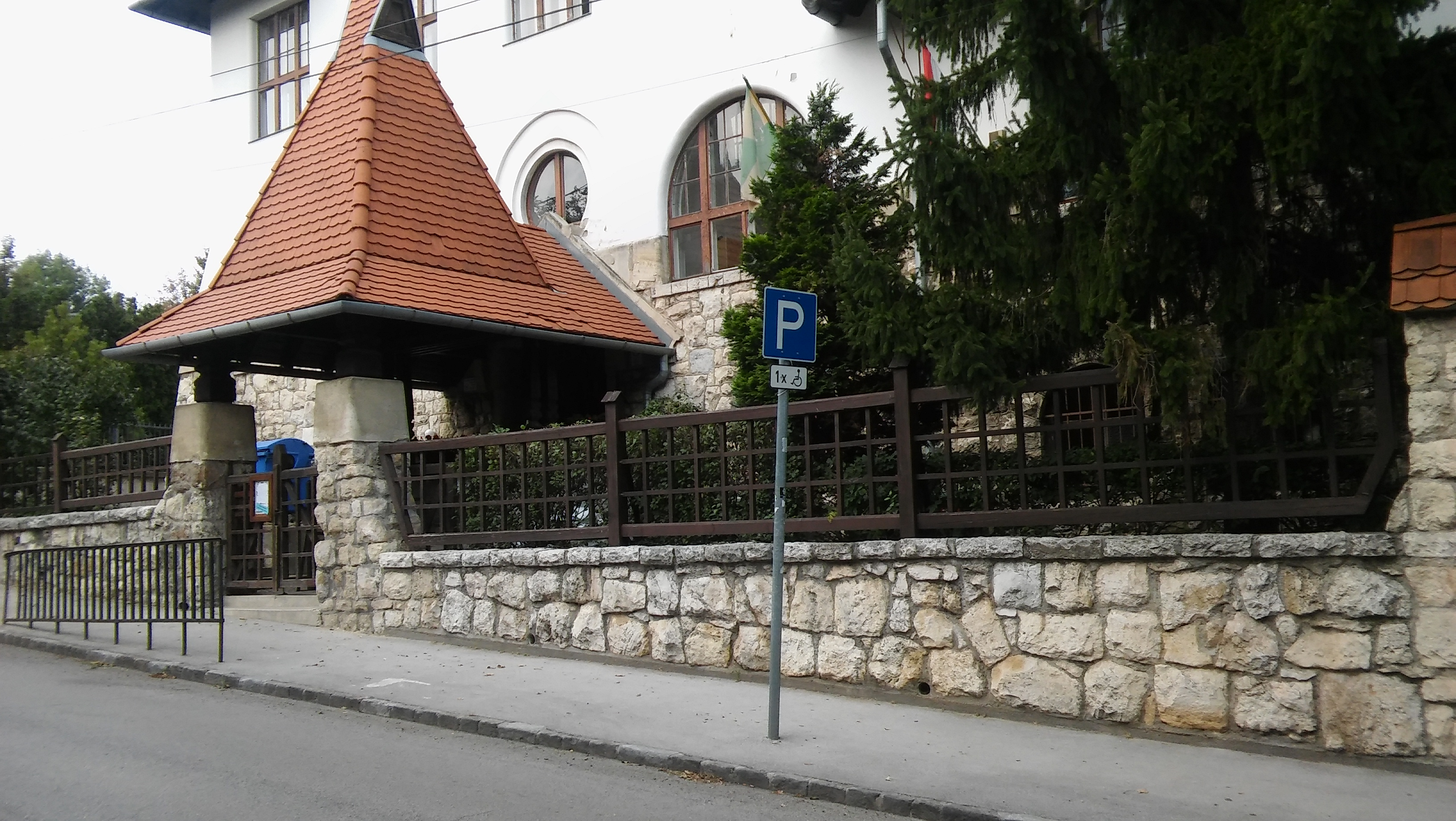
Bejárat környéke
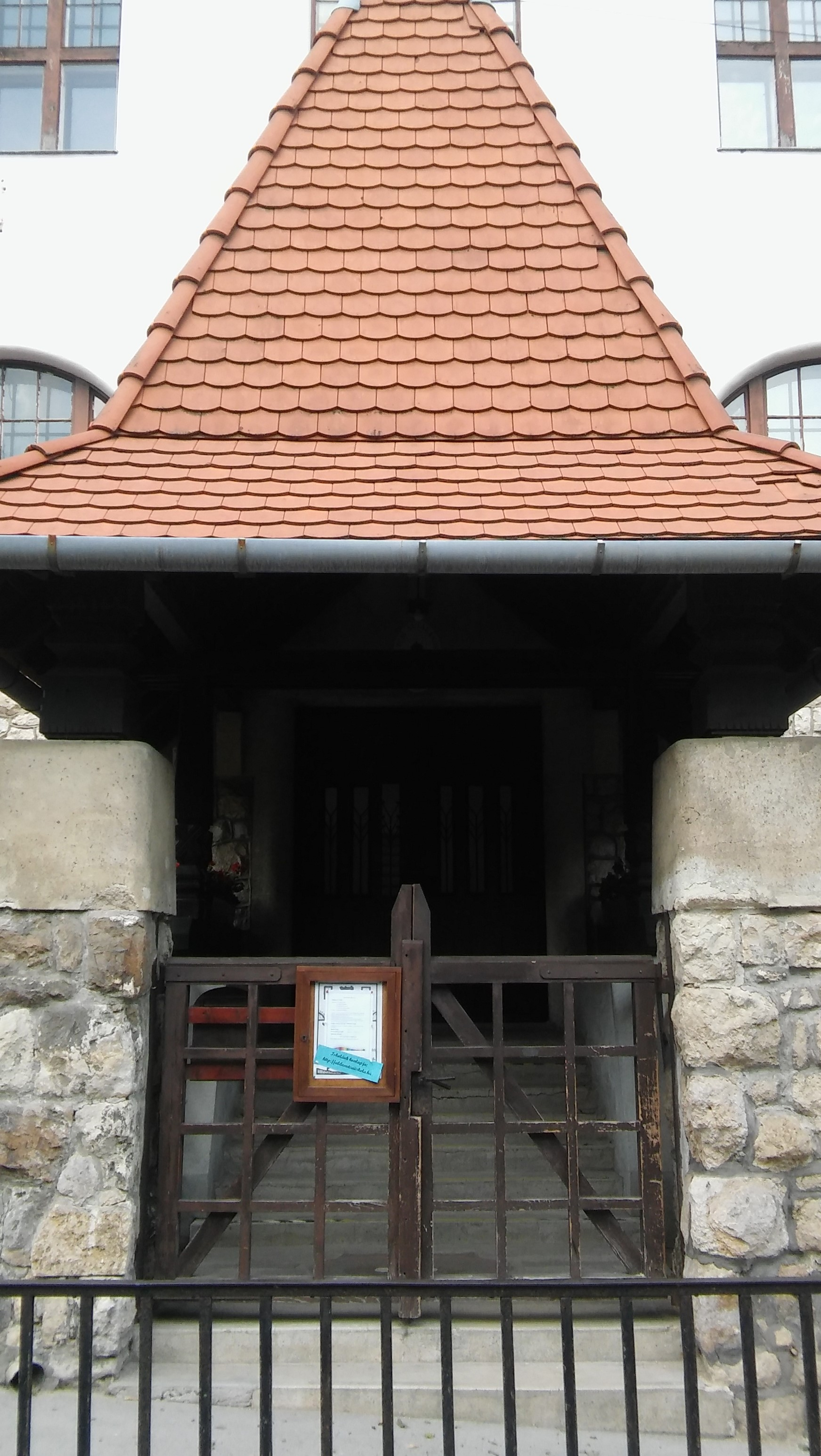
Bejárat
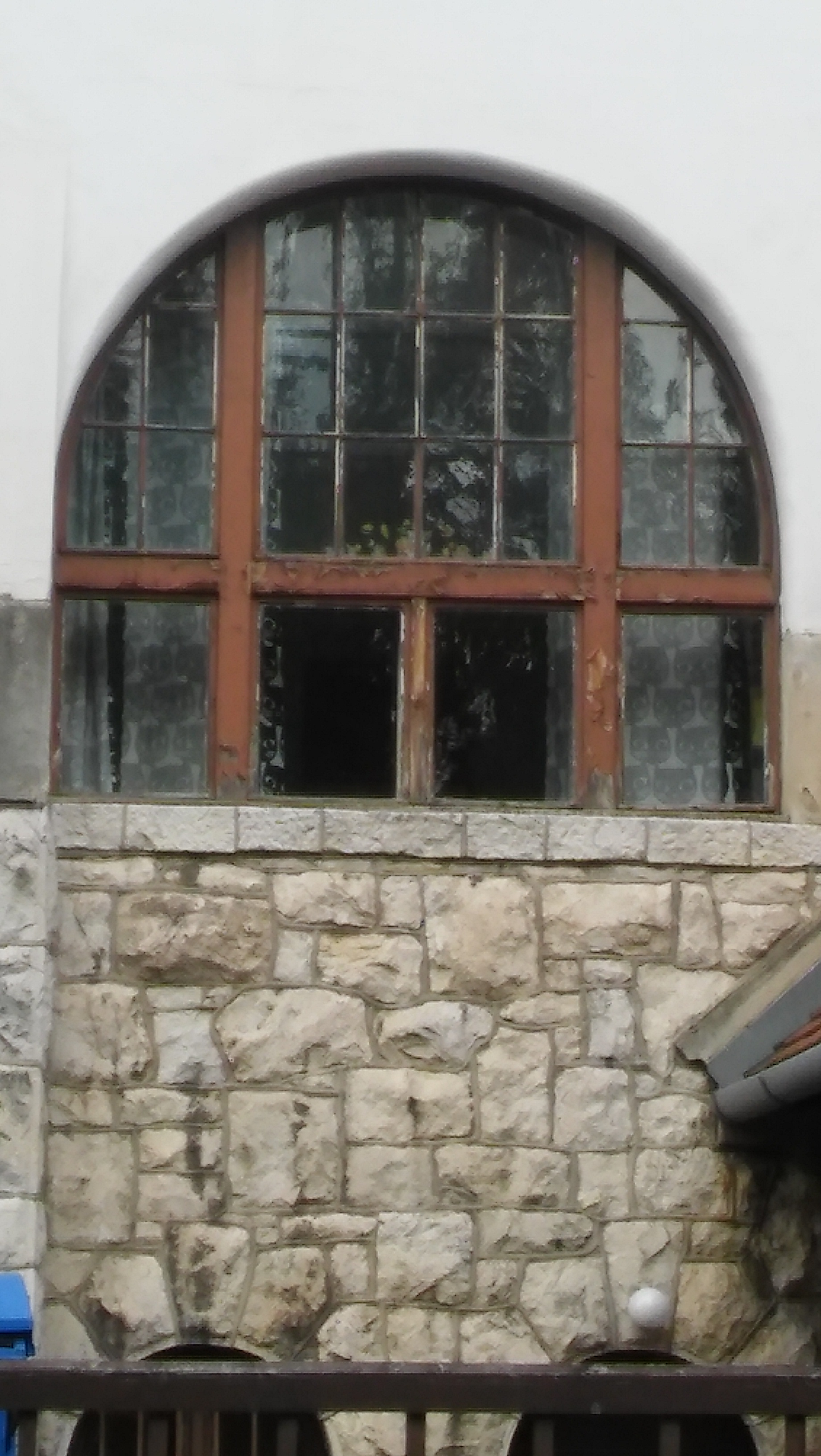
Ablak
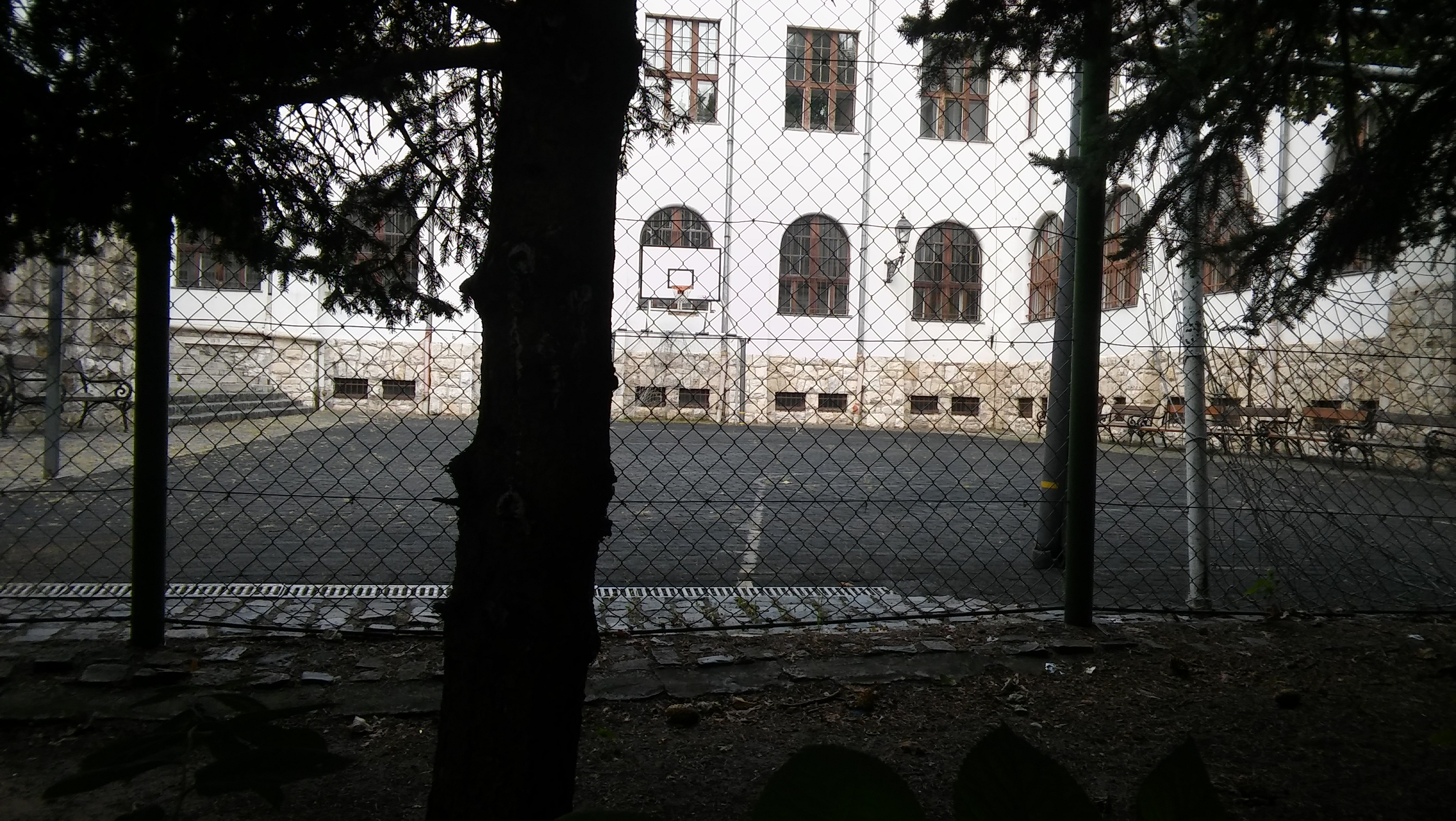
Iskolaudvar